# Moga
Moga – miasto w Indiach, w stanie Pendżab, centrum administracyjne dystryktu Moga.
W 2001 r. miasto zamieszkiwało 124 624 osób.
W mieście rozwinęło się rzemiosło tkackie.